# Парк Даань
 Парк Даань (кит. 大安森林公園) — крупнейший городской парк в центре Тайбэя, занимает площадь 25,894 га.

## Парк
Парк был создан в 1994 году и был задуман как лесной массив в мегаполисе. Весь парк покрыт зелеными лугами, деревьями, цветами, каждая часть сада имеет различные сорта насаждений, таких как деревья баньян, кокосовые пальмы, пальмы, водоросли, бамбуковые леса и многое другое. Также в парке есть статуя Будды, пруд, театр под открытым небом для художественных выступлений, детская игровая площадка и парковка. Кроме простого времяпрепровождения посетители могут заниматься ездой на велосипеде, бегом, играть в баскетбол на специальной площадке.
Рядом с парком находится станция «Даань» Тайбэйского метрополитена.

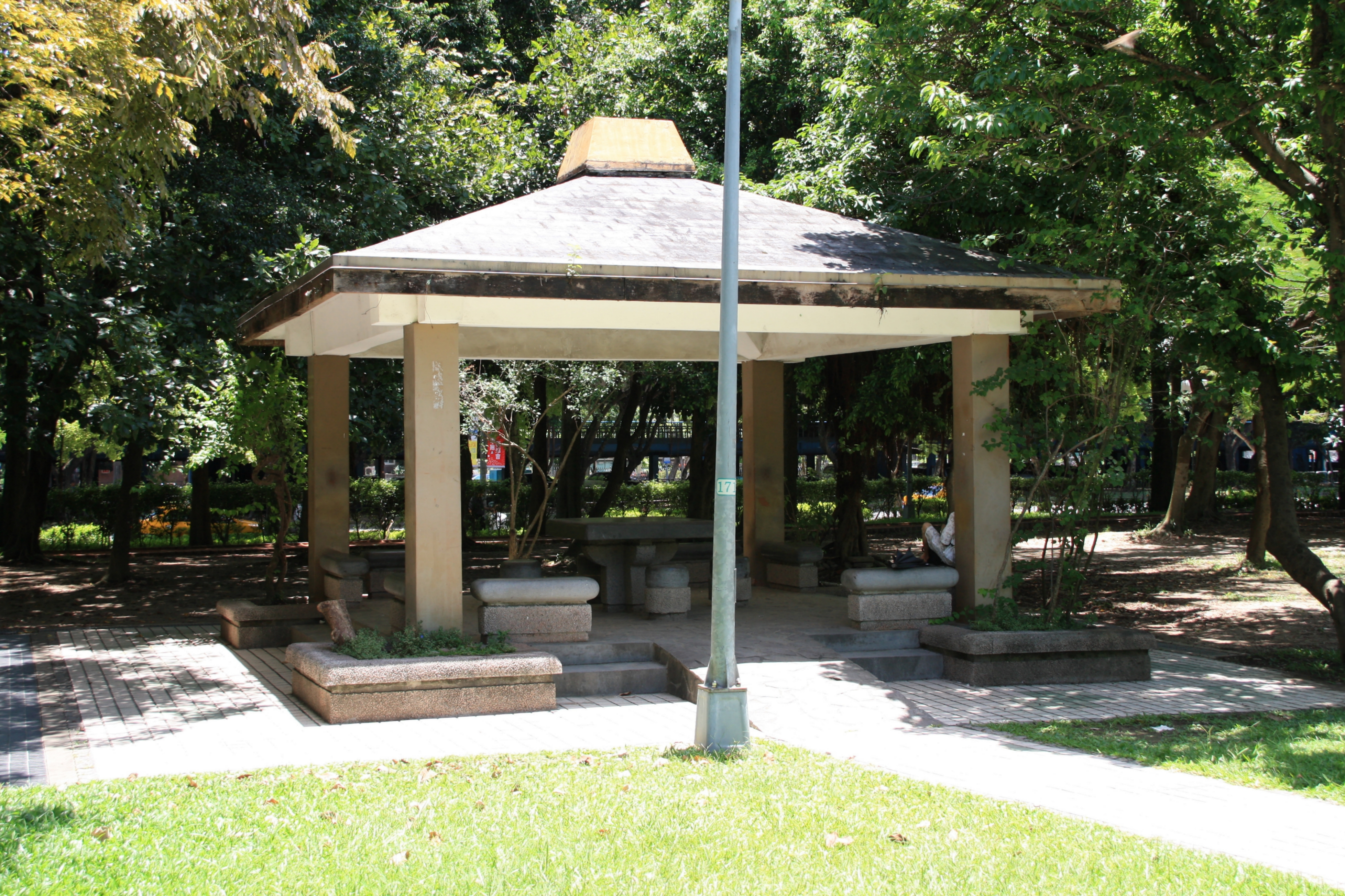
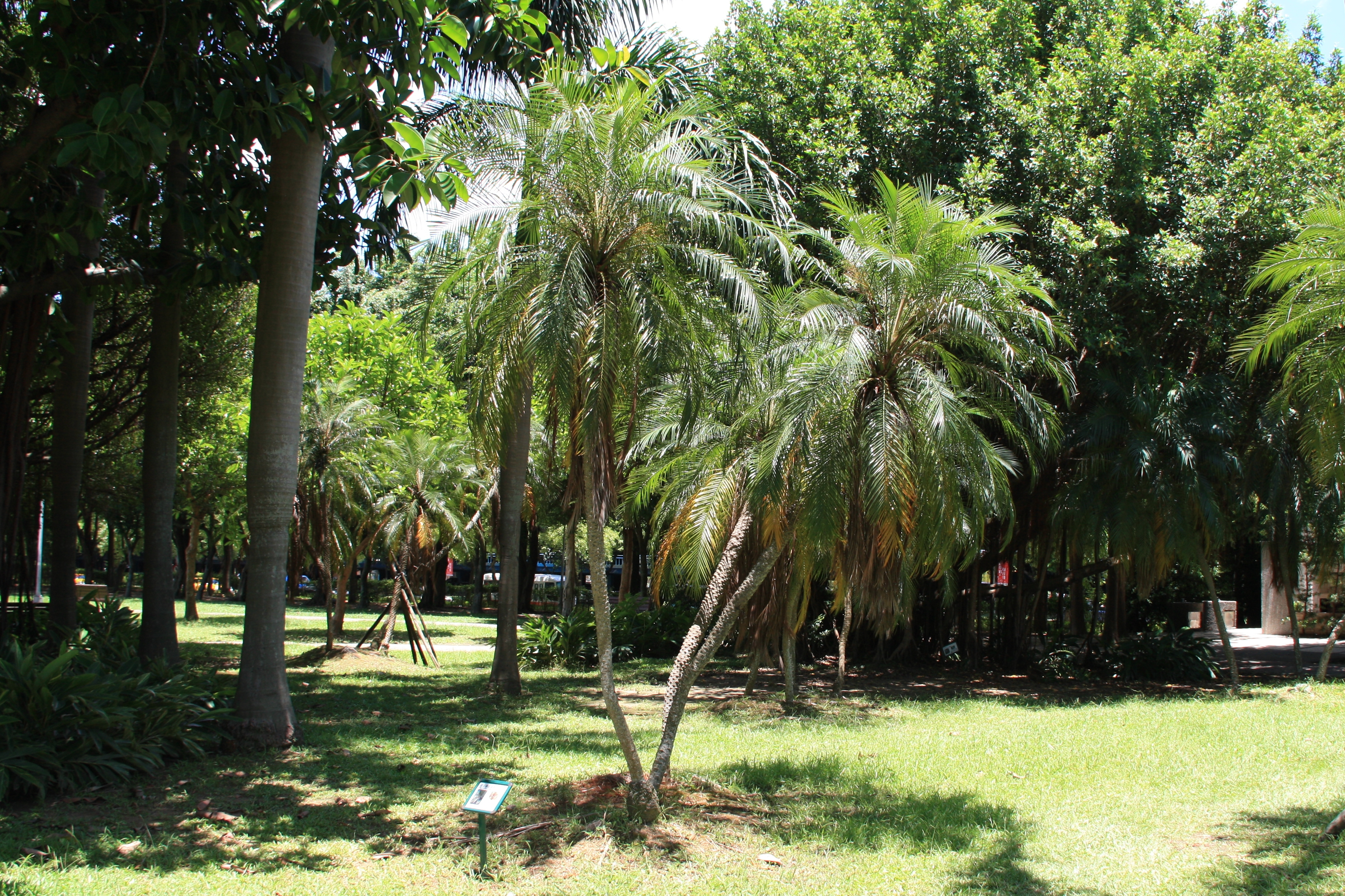
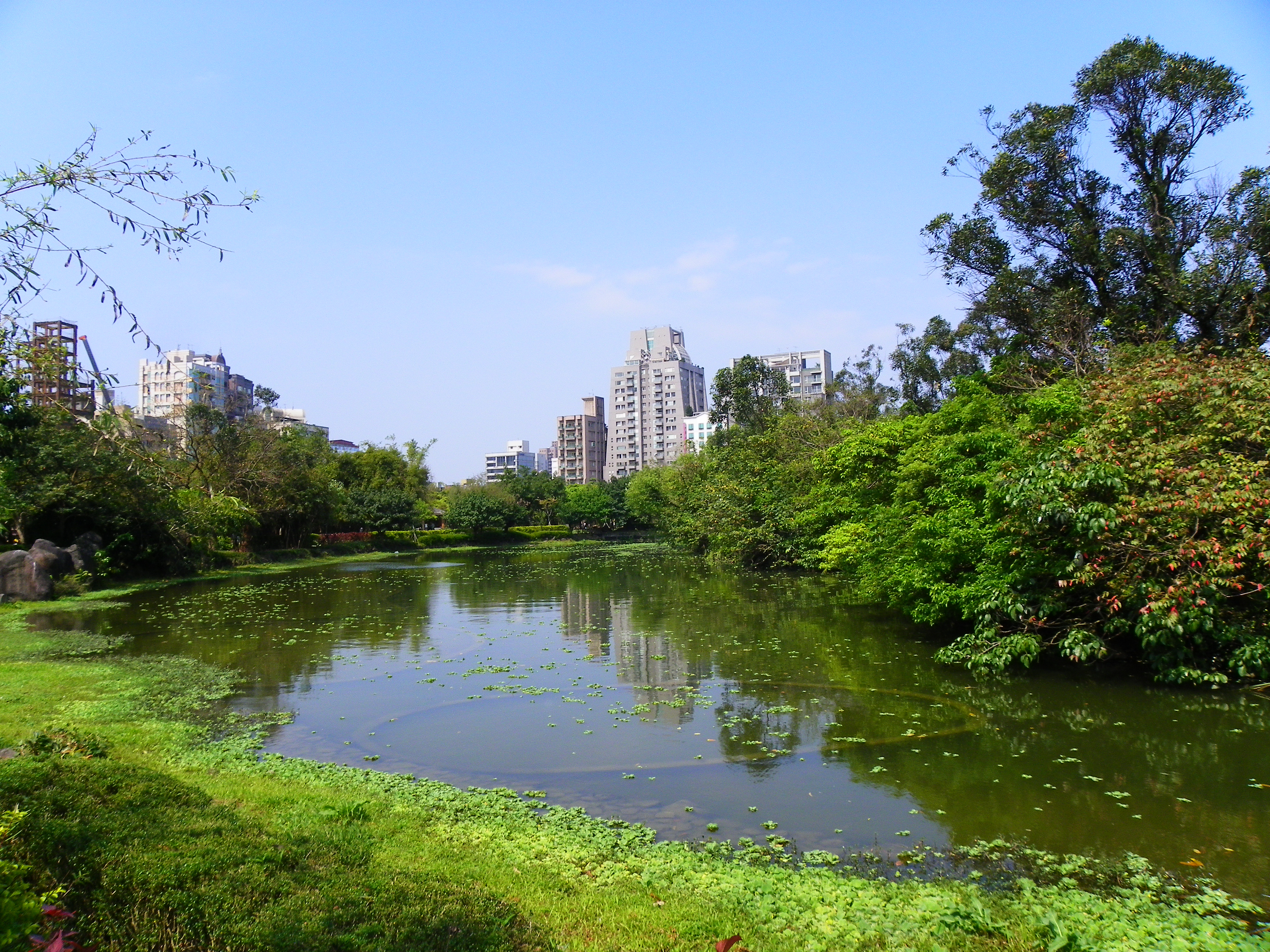
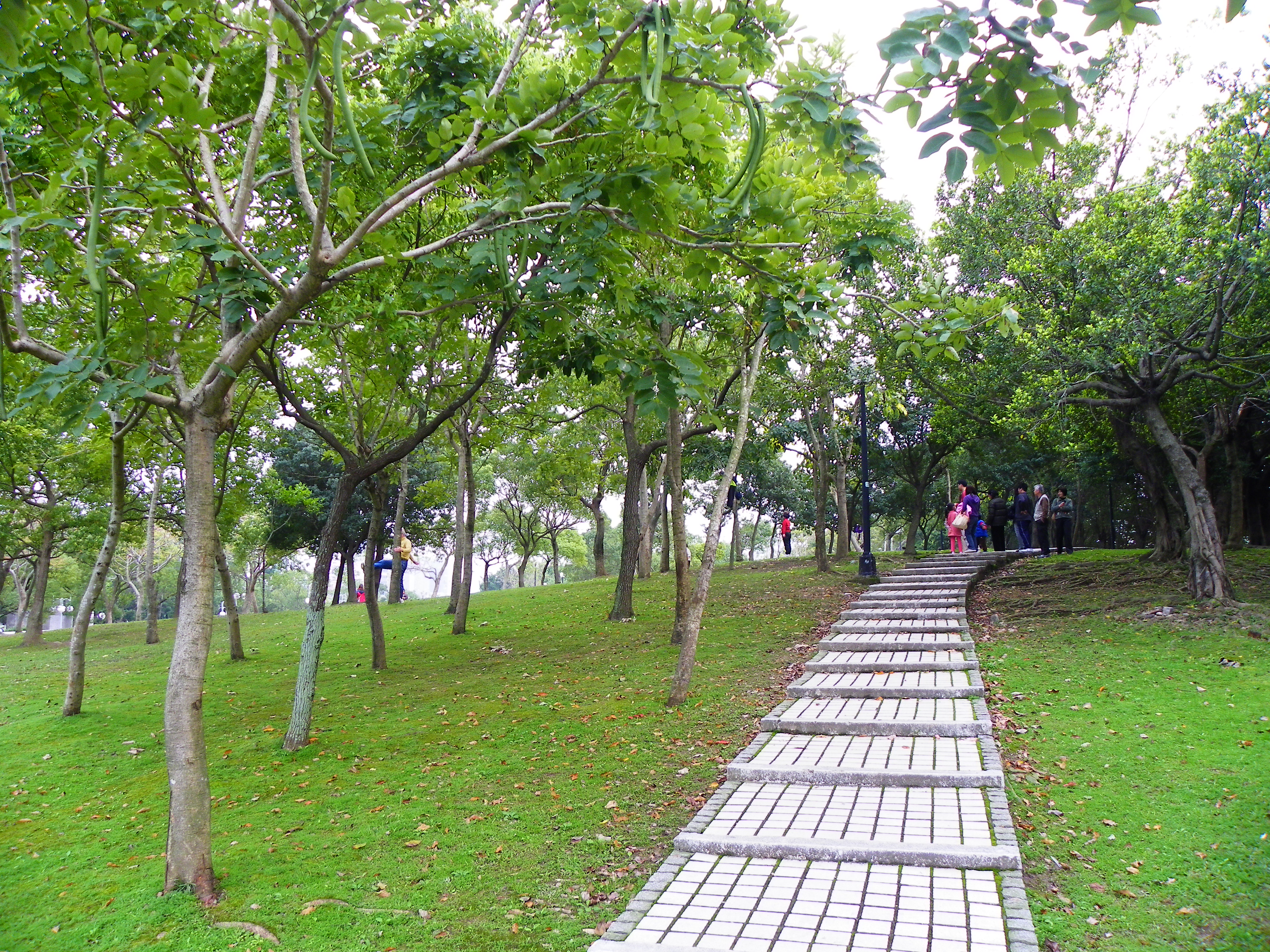
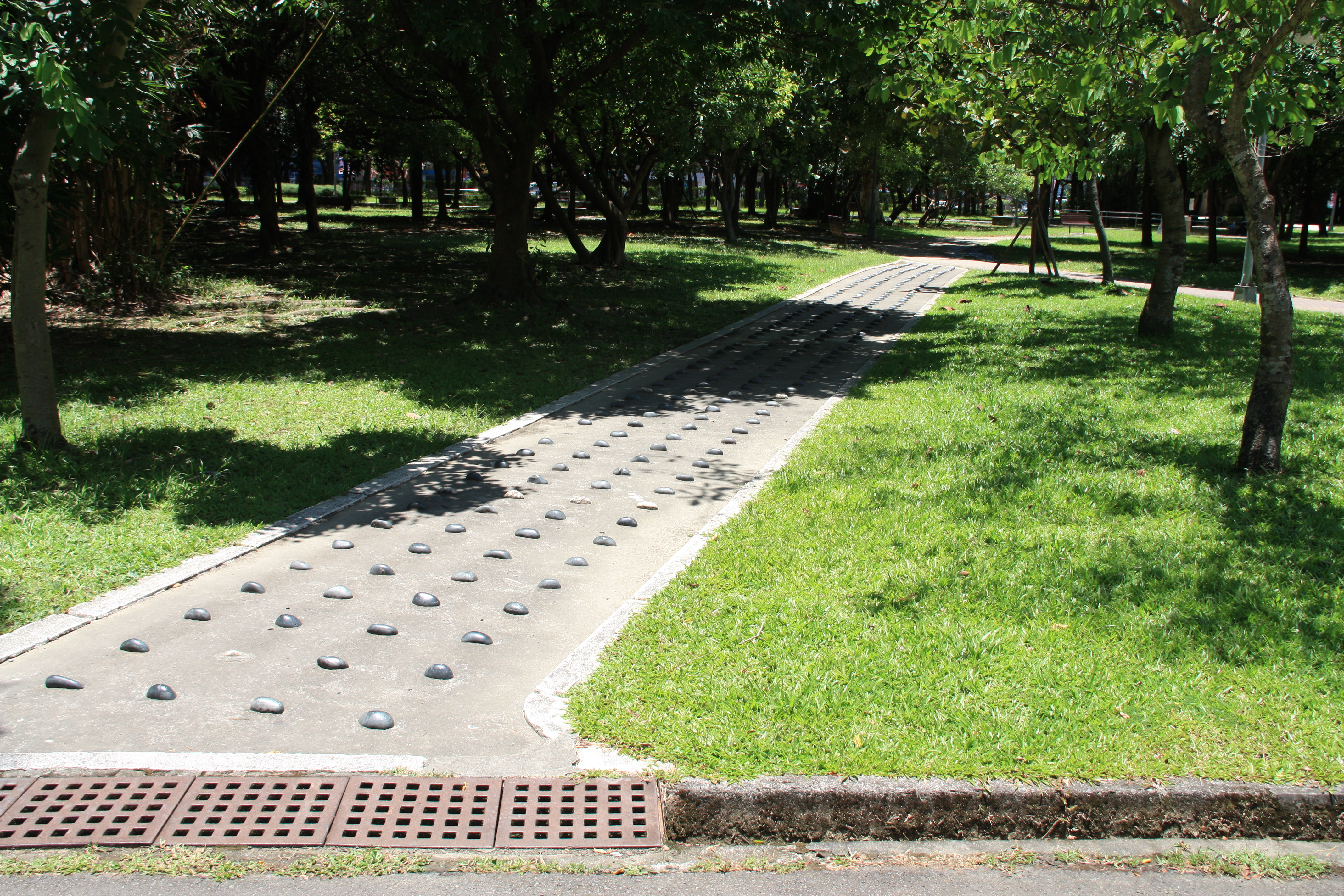